# Joan Peñarroya
Joan Peñarroya Rodríguez (Tarrasa; 20 de abril de 1969) es un entrenador y exjugador de baloncesto español, que es el entrenador del FC Barcelona de la Liga Endesa. Con 1,91 metros de altura, ocupaba la posición de alero. Es padre del también baloncestista Marc Peñarroya.

## Trayectoria

### Como jugador
[actualizar]El actual entrenador del Barcelona Basket, Joan Peñarroya, tuvo una notable carrera como jugador antes de dedicarse a los banquillos. Jugó en los siguientes equipos de baloncesto:
Bàsquet Manresa (en varias etapas: 1987-1990, 1991-1997, 2001-2003)
CB Canarias (1990-1991)
CB León (1997-1999)
CB Ourense (1999-2001)
Es importante destacar que pasó la mayor parte de su carrera como jugador en el Bàsquet Manresa, donde ganó la Copa del Rey en 1996.

### Como entrenador
Tras colgar las botas inició su andadura como técnico dirigiendo al CB Olesa i Navàs de la liga EBA, club en el que permaneció durante 4 temporadas. 
En la temporada 2010-11, se estrenó como entrenador de LEB Plata a los mandos del Bàsquet Club Andorra. En 2014, lograría el ascenso a la Liga ACB. En verano de 2018, abandonó el equipo andorrano después de 8 temporadas para firmar en el BAXI Manresa, durante la temporada 2018-2019. 
En la temporada 2019-20, fue fichado por el Hereda San Pablo Burgos, con el que levantó tres títulos: las ediciones 2019-20 y la 2020-21 de la Basketball Champions League y la Copa Intercontinental en 2021, en las dos temporadas que estuvo al frente del equipo castellano. 
Tras su periplo en el equipo burgalés, en la temporada 2021-22 fichó por el Valencia Basket de la Liga ACB por una temporada, con el que alcanzó las semifinales de la Eurocup.
El 13 de junio de 2022, se convierte en entrenador del Saski Baskonia de la Liga ACB por dos temporadas.
El 30 de octubre de 2023, Saski Baskonia anuncia que Joan no continuará en el banquillo del equipo, dando paso a la llegada de Duško Ivanović.
El 14 de junio de 2024, se anuncia su fichaje por el FC Barcelona de la Liga Endesa y la Euroliga hasta 2026.
| Temporada | Equipo           | Categoría | Nivel | Puesto               | Balance | Playoff               | Copa                            | Europa                      |
| --------- | ---------------- | --------- | ----- | -------------------- | ------- | --------------------- | ------------------------------- | --------------------------- |
| 2010-2011 | Morabanc Andorra | LEB Plata | 3     | 4° / Finalista       | 19-9    | 3-0, 3-2, 2-3         |                                 |                             |
| 2011-2012 | Morabanc Andorra | LEB Plata | 3     | 1° / Ascenso directo | 19-5    | -                     |                                 |                             |
| 2012-2013 | Morabanc Andorra | LEB Oro   | 2     | 2° / Finalista       | 22-4    | 3-2, 3-1, 2-3         |                                 |                             |
| 2013-2014 | Morabanc Andorra | LEB Oro   | 2     | 1° / Ascenso directo | 21-5    | -                     |                                 |                             |
| 2014-2015 | Morabanc Andorra | ACB       | 1     | 14°                  | 12-22   | -                     |                                 |                             |
| 2015-2016 | Morabanc Andorra | ACB       | 1     | 14°                  | 12-22   | -                     |                                 |                             |
| 2016-2017 | Morabanc Andorra | ACB       | 1     | 8°                   | 16-16   | 1-2 (Cuartofinalista) | Cuartos de final (Copa del Rey) |                             |
| 2017-2018 | Morabanc Andorra | ACB       | 1     | 6°                   | 19-15   | 1-2 (Cuartofinalista) |                                 | Fase Regular (Eurocopa)     |
| 2018-2019 | Baxi Manresa     | ACB       | 1     | 8°                   | 17-17   | 0-2 (Cuartofinalista) |                                 |                             |
| 2019-2020 | San Pablo Burgos | ACB       | 1     | 10º / Semifinalista  | 12-11   | 3-2, 0-1              |                                 | Campeón (Liga de Campeones) |
| 2020-2021 | San Pablo Burgos | ACB       | 1     | 6º                   | 22-14   | 0-2 (Cuartofinalista) | Cuartos de final (Copa del Rey) | Campeón (Liga de Campeones) |

| Leyenda               | Leyenda                | Leyenda               | Leyenda               | Leyenda               |
| --------------------- | ---------------------- | --------------------- | --------------------- | --------------------- |
| Primer Nivel Nacional | Segundo Nivel Nacional | Tercer Nivel Nacional | Cuarto Nivel Nacional | Primer Nivel Regional |

## Palmarés

### Como jugador
- Copa del Rey de baloncesto (1): 1996.

### Como entrenador
- Ganador LEB Plata (2011/2012).
- Ganador Copa Príncipe (2013/2014).
- Ganador LEB Oro (2013/2014).
- Basketball Champions League (2): 2020, 2021.
- Copa Intercontinental (1): 2021.